# Kuntaur
Kuntaur  este un oraș  în  diviziunea  Central River, Gambia. Este reședinta diviziunii Central River.